# Denticetopsis praecox
Denticetopsis praecox is een straalvinnige vissensoort uit de familie van de walvismeervallen (Cetopsidae). De wetenschappelijke naam van de soort is voor het eerst geldig gepubliceerd in 1991 door Ferraris & Brown.